# Manriki Gusari

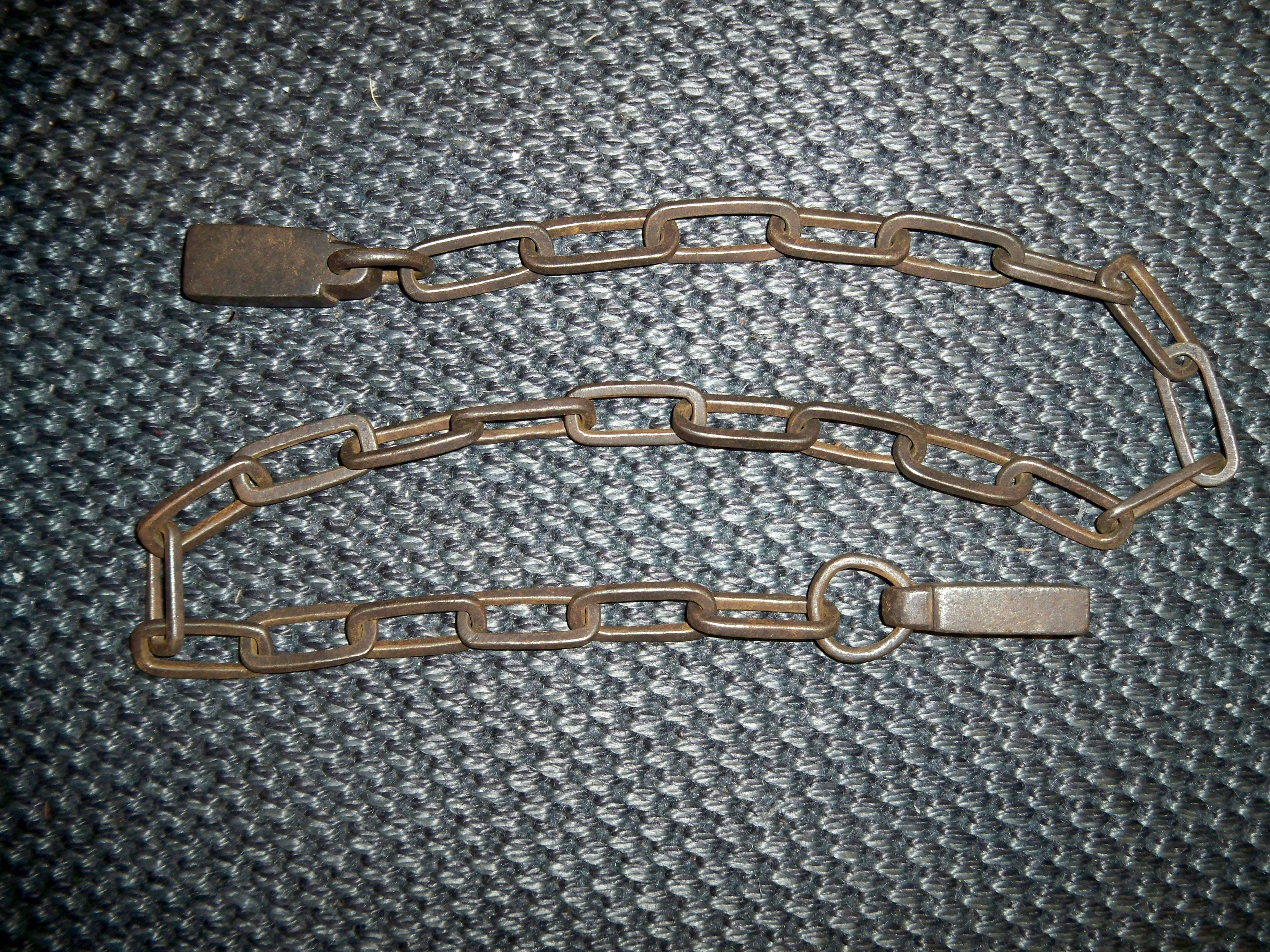
Manriki gusari

Manriki Gusari (jap. 万力鎖, manrikigusari), auch Kusarifundō,(鎖分銅) ist eine japanische Waffe. Die Bezeichnung bedeutet so viel wie „Kette der 10000 Möglichkeiten“.
Das Manriki Gusari gehört zur Gruppe der Kobudō-Waffen. Das sind unkonventionelle Waffen, die von den Samurai oft als unwürdig empfunden und daher nicht anerkannt wurden. Der Kampf mit dieser Waffe wird im japanischen beziehungsweise okinawischen Suruchin-System gelehrt.

## Aussehen und Handhabung
Die Waffe besteht aus einer Kette und einem Eisengewicht an jedem Ende, das diverse Formen von zylindrisch bis rund haben kann. Die Kette ist zumeist an die Körpergröße angepasst und existiert daher in verschiedenen Längen, meist ist sie zwischen 60 Zentimetern und 4 Metern lang.
Die Vorteile der Waffe sind zum einen, dass man sie gut verstecken und für einen Überraschungsangriff nutzen kann, zum anderen die hohe Flexibilität, die es dem Gegner sehr schwer macht, die Waffe zu blocken.
Allerdings erfordert die Waffe ein hohes Maß an Training und Körperbeherrschung. Ohne entsprechendes Training wird die Waffe im Kampf schnell zu einem Nachteil für den Nutzer und zu einem Vorteil für den Gegner, da das Selbstverletzungsrisiko sehr groß ist. Außerdem lässt sich die Waffe auf beengtem Raum sehr schlecht effektiv einsetzen.

## Geschichte
Wahrscheinlich hat sich das Manriki Gusari aus der chinesischen Sektionen-Peitsche entwickelt. Erzählungen zufolge soll sie ursprünglich aus Edo (dem heutigen Tokio) stammen und von dem Torwächter der Burg in Edo, Masaki Toshimitsu, vor ungefähr 300 Jahren entwickelt worden sein. Sie wurde als Abwehrwaffe gegen das Schwert eingesetzt und sollte benutzt werden, um Schwertkämpfer auf unblutige Weise zu besiegen, da der Torweg der Burg nicht mit Blut befleckt werden sollte.
Aufgrund der Kompaktheit wurde sie bald auch für Samurai eine beliebte Zweitwaffe, die sie in einem Lederbeutel an der Seite trugen und ebenso wie das Wakizashi nur zum Schlafen abgelegt haben. Später wurde sie hauptsächlich von den Ninja verwendet.
Im Laufe der Zeit bildete sich eine Vielzahl von Schulen (流派, ryūha), von denen nur noch wenige erhalten sind. Heute wird sie zumeist nur noch im Ninjutsu verwendet. Der Kampf mit dieser Waffe wird heute nur noch in traditionellen Schulen gelehrt.